# Agustí Solé i Xarpell
Agustí Solé i Xarpell (Solsona, 8 de desembre de 1887 - 3 de setembre de 1953) va ser un metge català.
Acabà els estudis de medicina el 1910 i l'especialitat en cirurgia el 1911. El 1917 formava part de la a Junta de Sanitat com a vocal. L'any 1921 és nomenat metge titular de Solsona.
Políticament, l'abril de 1924 és nomenat Tinent d'Alcalde i uns dies després passa a formar part de la comissió d'Hisenda, juntament amb Joan Coromines Montanyil i Joan Guitart Armengol. El 1944 prengué possessió com a alcalde, però no pogué exercir per por als maquis, i fou destituït pel governador.
Participà en diverses entitats. Fou un dels primers components de l'orquestra la "Lira Solsonina", on hi tocava el clarinet. L'any 1919 és nomenat President de la Junta de 1'Orfeó Nova Solsona. Des del 1928 va ser Administrador de la Confraria de la Mare de Déu del Claustre, patrona de Solsona. Del 1929 al 1931 va ser president del Club de Futbol Solsona.